# Zouweboezem (Vogelschutzgebiet)
Das Europäische Vogelschutzgebiet Zouweboezem liegt auf dem Gebiet der Gemeinde Vijfheerenlanden in der niederländischen Provinz Utrecht. Das 1,3 km² große Schutzgebiet gehört zum europäischen Schutzgebietsnetz Natura 2000. Es umfasst den Kanal Oude Zederik und die angrenzenden Flächen mit ausgedehnten Röhrichten, Feuchtwiesen und Waldstücken.
Das Vogelschutzgebiet überschneidet sich mit dem westlichen Teil des gleichnamigen FFH-Gebiets. Es wurde im Jahr 1994 ausgewiesen.

## Schutzzweck

### Arteninventar
Folgende Vogelarten sind für das Gebiet gemeldet; Arten, die im Anhang I der Vogelschutzrichtlinie geführt sind, sind mit * gekennzeichnet:
| Bild              | Anhang I | EU Code | Art               | wissenschaftlicher Name |
| ----------------- | -------- | ------- | ----------------- | ----------------------- |
| Purpurreiher      | *        | A029    | Purpurreiher      | Ardea purpurea          |
| Trauerseeschwalbe | *        | A197    | Trauerseeschwalbe | Chlidonias niger        |
| Schnatterente     |          | A889    | Schnatterente     | Mareca strepera         |
| Tüpfelsumpfhuhn   | *        | A119    | Tüpfelsumpfhuhn   | Porzana porzana         |